# جيمس سترونج (مسير أعمال)
جيمس سترونج (بالإنجليزية: James Strong)‏ هو مسير أعمال أسترالي، ولد في 31 يوليو 1944 في ليزمور في أستراليا، وتوفي في 3 مارس 2013 في North Sydney ‏ في أستراليا.

## وصلات خارجية
- جيمس سترونج على موقع إن إن دي بي (الإنجليزية)